# Martin Barre
Martin Lancelot Barre (n. 17 noiembrie 1946, Kings Heath, Birmingham, West Midlands, Anglia) este un muzician rock englez.
Barre este chitaristul trupei Jethro Tull din 1969. A apărut pe fiecare album al formației cu excepția lui This Was. Soundul său a fost definit ca o combinație între stilul blues al lui Jeff Beck și Eric Clapton și complexitățile baroce ale rockului progresiv de la începutul anilor '70 la care se pot adăuga și sonoritățile muzicii folk tradiționale europene. A cântat de asemenea la flaut, atât în concerte pentru Tull cât și în lucrările sale ca artist solo.

## Discografie
- A Summer Band (1992)
- A Trick of Memory (1994)
- The Meeting (1996)
- Stage Left (4 august 2003)